# Nicolas de Lenfent
Nicolas de Lenfent es un personaje ficticio de la serie de novelas Crónicas Vampíricas de la escritora estadounidense Anne Rice.
Nicolás fue amante del vampiro Lestat de Lioncourt durante su mortalidad. Él amaba a Lestat y a la madre de este. Conoció a Lestat en su original pueblo de la Auvernia, dónde idearon la forma de huir a Paris con ayuda de la madre de Lestat, Gabrielle de Lioncourt.

## Biografía
Nicolás era un violinista de finales del siglo XVIII, que constantemente se sentía abrumado por la opinión de la iglesia acerca de la música, (que ésta liberaba pasiones y por tanto era instrumento del diablo); quería ser famoso y tocar su violín en grandes conciertos, pero había empezado a tocarlo tardíamente. Al no contar con el apoyo de su padre, quien incluso le amenazó con cortarle las manos, continua tocando el violín, y además encontró en Lestat (protagonista de la novela Lestat el vampiro) un amigo que podría comprenderlo. Con ayuda de Gabrielle, ambos se fugaron a París.
Los dos se profesaban un profundo amor y amistad, tanto dentro del teatro de Renaud donde trabajan como fuera del mismo; hasta que Lestat es raptado y convertido en vampiro, forzando al mismo desde ese momento a no volver a ver a Nicolás. Pese a esto, y tras algunos acontecimientos, Lestat convierte a Nicolás en vampiro para evitar el riesgo de falta de cordura, ya que es consciente de los inmortales, como Armand y la asamblea de Les Innocents. Sin embargo, y a pesar de su nueva naturaleza, esto sólo empeora las cosas, debido a que (según él) Lestat no compartió el Don Oscuro con él una vez transformado por Magnus; con lo cual poco a poco pierde la razón.
Resentido, Nicolás le dijo a Lestat muchas cosas que lo hirieron. Después le exigió a Lestat que le entregara el teatro en el que juntos se habían presentado (Lestat lo había comprado poco después de convertirse en vampiro), y en él se desarrollaría la nueva asamblea de vampiros como actores. Lestat accedió a su pedido porque a pesar de que aún lo amaba, no soportaba verlo sumido en la locura, y porque con ello se quitaría un peso de encima para así realizar su viaje por "la Senda del Mal" junto a Gabrielle.
Cuando Lestat fue en busca de Marius, éste recibía cartas de Eleni acerca de lo que sucedía con Nicolás y con el teatro: en principio todo iba muy bien, Nicolás escribía unas fantásticas obras que presentaban y lograban deleitar al público con sus actuaciones; pero súbitamente Nicolás, enloquecido, empezó a gritar por las calles cosas prohibidas por los vampiros, y debía ser forzado a escribir obras por sus compañeros. Armand, cansado de sus acciones, le cortó las manos y lo encerró. Finalmente es liberado y devueltas sus manos, aunque después pidió ayuda a los demás vampiros para armar una hoguera, a la cual se arrojó después de entregar a Eleni su violín (un Stradivarius, regalo de Lestat) y pedirle que se lo enviara a su creador.
Lestat  sufrió mucho con su muerte, mas no hizo interpretación de aquel último gesto de Nicolas al enviarle su violín. Posteriormente Lestat utiliza dicho instrumento para entonar una canción hacia Akasha, imitando los movimientos de Nicolás.